# Поповка (Вашкинский район)
Попо́вка — деревня в Вашкинском районе Вологодской области.
Входит в состав Пиксимовского сельского поселения, с точки зрения административно-территориального деления — в Пиксимовский сельсовет.
Расстояние по автодороге до районного центра Липина Бора — 48 км, до центра муниципального образования деревни Пиксимово — 8 км. Ближайшие населённые пункты — Екимово, Легково, Максимово, Онево.
По переписи 2002 года население — 30 человек (12 мужчин, 18 женщин). Всё население — русские.